# Immanuel Weissglas
James Immanuel Weissglas (geboren 14. März 1920 in Czernowitz, Großrumänien (heute Ukraine); gestorben 28. Mai 1979 in Bukarest) war ein rumänischer deutschsprachiger Dichter jüdischer Herkunft und Übersetzer.

## Biografie
Wie sein Schulfreund Paul Celan entstammte Immanuel Weissglas einer deutschsprachigen jüdischen Familie in der Bukowina. Weissglas überlebte 1941 bis 1944 die rumänischen Lager in der Ukraine. Er zog nach 1945 nach Bukarest. Dort arbeitete er als Theatermusiker, Verlagskorrektor und Redakteur und übersetzte literarische Werke aus dem Deutschen ins Rumänische und umgekehrt.
Erst 1970 veröffentlichte Weissglas das Gedicht Er, das seither in der Literaturwissenschaft als eine der Quellen für Celans Todesfuge betrachtet wird. Jean Bollack urteilte: „Celans Todesfuge stellt eine Antwort auf Weissglas’ Gedicht dar, dessen Existenz er kannte. Er ordnet seine Bestandteile neu an, ohne zusätzliche hinzuzufügen: es sind dieselben Elemente, aus denen er aber etwas ganz anderes macht.“ Weissglas sah beide Gedichte „tief verankert im lyrischen Bewußtsein unserer Zeit. Parallelismen bezeugen keineswegs irgendeine Priorität.“ Auf Vorwürfe, die hinter den Parallelen ein Plagiat Celans vermuteten, wandte er sich gegen das „schakalartige Schnüffeln […] mit dem unlauteren Ziel, eine dichterische Erscheinung von hölderlinscher Prägung in Frage zu stellen.“

## Werke
- Gottes Mühlen in Berlin. Gedichte. Bukarest, 1947.
- Kariera am Bug. Gedichte. Bukarest: Cartea Romaneasca, 1947.
- Der Nobiskrug, Gedichte. Bukarest: Kriterion-Verlag, 1972. Aachen: Rimbaud Verlag, 2011. ISBN 978-3-89086-486-0.
- Aschenzeit, gesammelte Gedichte. Aachen: Rimbaud, 1994. (Texte aus der Bukowina, 2). ISBN 3-89086-923-8.

### Übersetzungen und Übertragungen
- Vasile Alecsandri: Fürst Despot. Historische Legende in Versen. Deutsch von Immanuel Weissglas. Bukarest: Albatros-Verlag, 1973.
- Vasile Voiculescu: Die letzten ersonnenen Sonette Shakespeares in der erdachten Übersetzung V. Voiculescus. Zweisprachige Ausgabe; Deutsche Umdichtung: Immanuel Weissglas. Bukarest: Albatros Verlag, 1974.

## Einzelbeleg
1. ↑  Jean Bollack: Dichtung wider Dichtung: Paul Celan und die Literatur. Wallstein, Göttingen 2006, ISBN 978-3-8353-0080-4, S. 47.
2. ↑  Paul Celan: Todesfuge. Mit einem Kommentar von Theo Buck. 2. Auflage. Rimbaud, Aachen 2002. ISBN 3-89086-795-2, S. 55–56

| Personendaten    | Personendaten                                      |
| ---------------- | -------------------------------------------------- |
| NAME             | Weissglas, Immanuel                                |
| ALTERNATIVNAMEN  | Jordan, Jon (Pseudonym); Weissglas, James Immanuel |
| KURZBESCHREIBUNG | rumänischer Dichter                                |
| GEBURTSDATUM     | 14. März 1920                                      |
| GEBURTSORT       | Czernowitz                                         |
| STERBEDATUM      | 28. Mai 1979                                       |
| STERBEORT        | Bukarest                                           |